# ペズモク大作戦
『ペズモク大作戦』（ペズモクだいさくせん）は、pe'zmokuのオリジナルアルバム。2009年7月1日にデフスターレコーズから発売された。

## 概要
pe'zmoku初のフルアルバム。
suzumokuの一件後、メンバー全員が集まり、今後の活動について話し合った。
「ファンのみんなの前に立って演奏したい」という思いは全員にあったが、suzumokuに無理をさせたくないということ、絶好調のpe'zmokuを見て欲しいということから、ライブツアーはsuzumokuの様子を見て行うことになった。
これにより夏フェスへの参加は断念。「待っていてくれたファンのために何かできないか？」というメンバー全員の考えのもと、急遽本作のリリースが決定した。既発曲9曲＋新曲5曲の計14曲で構成されている。
初回生産限定盤と通常盤の2形態で発売。初回盤はBlu-spec CDとDVDの2枚組。DVDにはこれまでに制作されたPVを収録。
なお、リリース発表と同時にジャケットも公開されたが、急遽作成されたものだったために、タイトルに誤字があった（「大作戦」の「戦」の字）。現在は修正されている。

## 収録曲
1. ギャロップ (4:51)
（作詞：suzumoku 作曲：Ohyama "B.M.W" Wataru）
2. ハルカゼ (4:02)
（作詞：suzumoku 作曲：Ohyama "B.M.W" Wataru）
3. ペズモク大作戦 (4:13)
（作詞：ヒイズミマサユ機,suzumoku 作曲：Ohyama "B.M.W" Wataru）
4. 手紙 (5:40)
（作詞：suzumoku 作曲：ヒイズミマサユ機）
5. アノ風ニノッテ (5:04)
（作詞：Ohyama "B.M.W" Wataru,suzumoku 作曲：Ohyama "B.M.W" Wataru）
6. 帰り道 (3:42)
（作詞：ヒイズミマサユ機 作曲：Ohyama "B.M.W" Wataru）
7. アンダンテ (5:04)
（作詞：suzumoku 作曲：ヒイズミマサユ機）
8. 酒気帯び散歩(Re-constructed by pe'zmoku) (4:37)
（作詞・作曲：suzumoku）
9. ファイナルラップ (4:24)
（作詞：suzumoku 作曲：Ohyama "B.M.W" Wataru）
10. 第三の男 (6:33)
（作曲：Anton Karas）
11. 流星群 (5:32)
（作詞：suzumoku 作曲：Ohyama "B.M.W" Wataru）
12. テイルライト (5:00)
（作詞：suzumoku 作曲：Ohyama "B.M.W" Wataru）
13. 蒼白い街 (3:48)
（作詞：suzumoku 作曲：Ohyama "B.M.W" Wataru,suzumoku）
14. ボクラトコラト (4:58)
（作詞：Ohyama "B.M.W" Wataru,ヒイズミマサユ機,suzumoku 作曲：ヒイズミマサユ機）
今作で唯一suzumoku復帰後にレコーディングされた作品。元々は「銀河に吠えろ!宇宙GメンTAKUYA」内でリスナーからのメッセージをもとに作られていたが、その途中でsuzumokuが参加できなくなったためにレコーディングが遅れていた（ラジオで披露した際は、suzumokuの部分をDJのTAKUYAが代わりに歌った）[3]。2009年6月29日には、suzumoku歌唱バージョンが披露された。

全編曲：pe'zmoku

### 初回特典DVD
1. ギャロップ (PV)
2. 蒼白い街 (PV)
3. ハルカゼ (PV)
4. アノ風ニノッテ (PV)
5. 蒼白い街 (Live ver.)